# Harald Leipziger
Harald Leipziger, född 16 juli 1866 i Sankt Nicolai församling i Stockholm, död 27 januari 1916 i Kyrkbyn i Järfälla församling i Stockholms län, var en svensk revyförfattare.
Harald Leipziger var son till slaktaren Moses Mauritz Leipziger och Eva Allonstein, vilka var födda i Polen. Han blev efter studier filosofie kandidat och verkade som lärare vid Påhlmans handelsinstitut där han skolades i studentspexet.
Han skrev över 40 revyer av typen folklustspel och travesterade ofta på kända operor och operetter som Grevinnan av Luxemburg (1910) och Tännhauser (1911). Fem av sina revyer skapade han med kapellmästaren Carl Uby. Han skrev mestadels för Alhambra och Folkan. Bland hans verk märks folklustspelet Gravar-Olle från 1911 och Har någon sett Bengtzén som första gången sattes upp på Oscarsteatern i Stockholm 1915. Den senare skrev han tillsammans med signaturen Waldeck.
Leipziger gifte sig 1902 med Elin Lindell (1872–1958) och fick sonen Mauritz Vilhelm Leipziger (1903–1991), som blev kammarskrivare. Hustrun erkände 1909 sin hemligt födda dotter Aida Leipziger (1894–1931), gift med Gideon Wahlberg. 